# المنزل (المخادر)

تعديل مصدري - تعديل

المنزل هي إحدى قرى عزلة بني سرحة بمديرية المخادر التابعة لمحافظة إب، بلغ تعداد سكانها 171 نسمة حسب تعداد اليمن لعام 2004.